# Mariaparochie
Mariaparochie est un village situé dans la commune néerlandaises de Tubbergen et d'Almelo, dans la province d'Overijssel. Le 1er janvier 2007, le village comptait 296 habitants.